# Shogunat Tokugawa
El shogunat Tokugawa, també conegut com a shogunat Edo, bakufu Tokugawa o, pel seu nom original en japonès, bafuku Edo (江戸幕府, Edo bakufu), va ser el tercer i últim shogunat que va ostentar el poder a tot Japó; els dos anteriors van ser el shogunat Kamakura (1192 - 1333) i el shogunat Ashikaga (1336 - 1573). Aquest shogunat va ser instaurat pel shōgun Tokugawa Ieyasu, fundador del clan Tokugawa (徳川氏, Tokugawa-shi) i descendent del clan Matsudaira, el 24 de març de 1603 (que correspon al 12è dia del segon més de l'any 8 de l'era Keichō al calendari tradicional japonès).
Durant el període dels shogunats existia una espècie de dictadura militar sotmesa a l'Emperador del Japó. El shōgun va esdevenir en general de les forces armades del Japó. Tenia el poder militar i polític del país mentre que l'Emperador se li va assignar el poder espiritual i religiós, era com un enllaç entre les persones i els déus, i el poder nominal a la Cort Imperial de Kyoto. Aquesta situació era analògica, en part, a la dominant entre les monarquies europees d'origen catòlic durant l'edat mitjana, quan els monarques tenien el poder polític i militar, i el Papa, el poder religiós.
Quinze shōguns van administrar el poder del clan Tokugawa i del país durant 264 anys, subordinant els altres clans a canvi d'un poder secundari o provincial. En aquest període el clan és conegut per adoptar una política que va centralitzar i unificar al país devastat per les guerres de l'antiga era Sengoku. Es va reeixir a establir un sistema de classes en la societat japonesa. També és conegut per adoptar una postura d'aïllament absolut davant la resta del món (sakoku), que va desembocar en la prohibició i expulsió d'estrangers i en l'eliminació d'influències externes per qualsevol mitjà. El poder nominal del shogunat estava a la ciutat d'Edo (actual Tokyo), a diferència del poder imperial, establert a Kyoto. És així que en aquest període de domini del shogunat Tokugawa és conegut com el període Edo o període Tokugawa.
Aquest període va acabar sota múltiples pressions amb l'entrega del poder de Tokugawa Yoshinobu a l'Emperador Meiji, el 9 de novembre de 1867 (que correspon al 14è dia del dècim mes de l'any 3 de l'era Keiō al calendari tradicional japonès). A partir de llavors el shogunat va ser abolit i l'emperador va obtenir el poder militar i polític del país, desencadenant la Restauració Meiji que va transformar el país radicalment durant la resta del segle xix.

## Antecedents
Matsudaira Takechiyo (松平 竹千代) del clan Matsudaira (després conegut com a Tokugawa Ieyasu) va ser el fundador del clan Tokugawa. El poder del clan Matsuidara es limitava a l'antiga província de Mikawa, a l'est de l'actual prefectura d'Aichi, al centre del Japó. Takechiyo va néixer el 1543 i era fill de Matsudaira Hirotada, un daimyō de classe baixa. Al moment del seu naixement, el país estava al mig d'una guerra civil (Període Sengoku o dels Regnes Combatents), producte de la decadència del dèbil shogunat Ashikaga.
El 1548 Takechiyo va ser ostatge d'Oda Nobuhide, líder del clan Oda, per impedir que l'Hirotada s'aliés amb el clan Imagawa, clan rival d'Oda. El 1549, tant Hirotada com Oda Nobuhide van morir i, mitjançant un intercanvi entre el clan Oda i el clan Imagawa, Takechiyo va passar a formar part del clan Imagawa. Estant amb el líder del clan Yoshimoto Imagawa, va lluitar contra Oda Nobunaga, fill de Nobuhide i nou líder del clan Oda, fins que Yoshimoto va morir en la batalla de Okehazama el 1560.
Com a conseqüència d'aquest fet, Kurando Motoyasu (Takechiyo va canviar el seu nom a Matsudaira Jirosaburo Motonobu el 1556 i a Matsudaira Kurando Motoyasu  el 1557) es va aliar amb Oda Nobunaga, qui estava buscant la unificació del Japó i el final de la guerra civil. Així es va fer reformes dins del clan Matsudaira i es va aconseguir la pacificació de Mikawa. El 1567 va canviar definitivament el seu nom i cognom a Tokugawa Ieyasu i va reclamar ser descendent del clan Minamoto.
Durant els següents 15 anys, Ieyasu aconseguiria annexionar-se alguns territoris a través d'aliances amb clans de províncies veïnes; i altres, a través de batalles en conjunt amb Nobunaga: a Anegawa (1570, contra els clans Asai i Asakura), Mikatagahara (1572, contra el clan Takeda), Nagashino (1575, contra el clan Takeda) i Temmokuzan (1582, la qual va acabar per complet amb el clan Takeda i el seu exèrcit).
Tot i així, amb l'assassinat de Nobunaga, el 1582, va donar l'oportunitat als vassalls d'aquest de prendre el poder. Va ser així que en el 1583, va haver la batalla de Shizugatake, on Toyotomi Hideyoshi i Shibata Katsuie, antics aliats de Nobunaga, van lluitar pel títol del daimyō més poderós del Japó. Finalment, va guanyar Hideyoshi.
Entre el 1585 i el 1590, Ieyasu va mantenir-se al marge dels activats de Hideyoshi, fins que l'últim clan poderós al Japó, el clan Hōjō, va ser derrotat en el setge d'Odawara. Hideyoshi va proposar a Ieyasu que controlés els territoris que dominava el clan Hōjō, en la regió de Kanto a l'est del país, a canvi dels territoris de Ieyasu, incloent-hi la seva província natal. Ieyasu va acceptar el trasllat i va pacificar la regió de Kanto, va proposar algunes polítiques que va motivar al desenvolupament d'aquesta regió, que estava aïllada de la resta del Japó; gràcies a aquestes iniciatives Ieyasu va ser considerat el segon daimyō més poderós de la nació.
El 1593 va néixer el fill i hereu de Hideyoshi, Toyotomi Hideyori. No obstant això, Hideyoshi es estava molt malalt, i va disposar el 1598 el Consell dels Cinc Regents per administrar el país durant la minoria d'edad de Hideyori. El Consell estava format per Maeda Toshiie, Mori Terumoto, Ukita Hideie, Uesugi Kagekatsu i Tokugawa Ieyasu, on Ieyasu tenia major influencia.

## L'ascens al poder

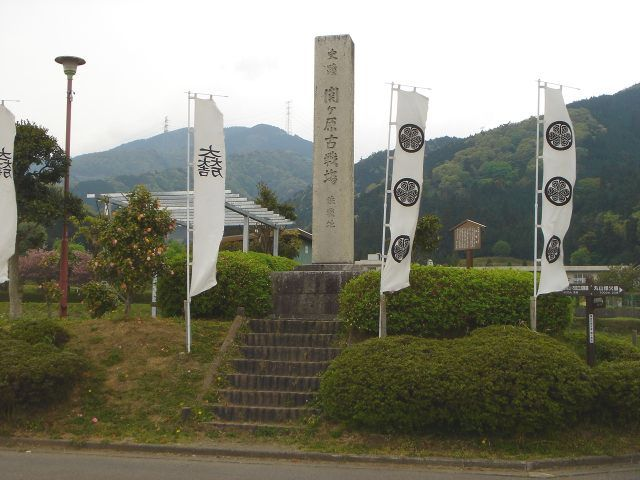
Lloc exacte de la batalla de Sekigahara, en la prefectura de Gifu.

Amb la mort de Hideyoshi el 1598, poc després de conformar el Consell de les Cinc Regents, el poder entre ells es va començar a desequilibrar. Entre els clans vassalls de Hideyoshi van aparèixer els primers signes d'impaciència per obtenir el poder efectiu quan Hideyori tan sols era un nen i el poder estava concentrat en la regència. Ieyasu, durant els pròxims dos anys, va aconseguir pacientment l'ajuda de diversos daimyōs que recolzarien la seva causa o que estaven descontents amb el clan Toyotomi.
La presa del poder es va accelerar més el 1599, quan va morir el regent Toshiie. Això va ocasionar que Ieyasu prengués el castell d'Osaka, on es trobava Hideyori. Es va proclamar Tenka Dōno («Senyor del País»). Aquest títol era nominal, ja que encara existia una severa oposició per part dels tres regents restants i de diversos clans que no van acceptar Ieyasu com el seu líder, entre ells Ishida Mitsunari, un poderós daimyō que no pertanyia a la regència. Des de la fi de 1599 i durant gran part del 1600, tots els samurais i els daimyōs del Japó es van aliar en dos bàndols bastant definits: el bloc oriental, format per clans que recolzaven Ieyasu, i el bloc occidental, format per clans que recolzaven Mitsunari i als tres regentes.
La situació de crisi va arribar al seu punt culminant el 21 d'octubre de 1600 (15è dia del novè mes de l'any 5 de l'era Keichō), quan es va produir una de les batalles més grans entre clans registrades al Japó: la batalla de Sekigahara. Va tenir lloc a la província de Mino. Aquesta batalla va comptar amb una força de 88.888 soldats del bloc oriental i de 81.890 soldats en el bloc occidental. La batalla va durar entre les 8 del matí i les 5 de la tarde d'aquell dia. Però la traïció d'alguns clans del bloc occidental, com el clan Kobayakawa, va portar com a conseqüència la derrota del bloc occidental. Aquesta batalla, en què es va matar aproximadament la meitat de les forces occidentals, va conduir a la desaparició de 87 clans i a una reducció significativa de quatre més (entre els quals, el clan Toyotomi). A més va proporcionar els guanys de 7.572 milions de koku (un koku equival a uns 180 litres d'arròs, i s'usava com a referència monetària) al bloc oriental, el final de les aspiracions dels regents i, sobretot, va confirmar la legitimitat de Ieyasu com Tenka Dōno.

## El clan Tokugawa
El clan Tokugawa (徳川氏, Tokugawa-shi) va ser fundat per Ieyasu, qui originalment va pertànyer al clan Matsudaira, va estendre el seu poder personal i familiar al país des del 1603 a través del mandat dels shōguns, que van ser un total de quinzè durant el període Edo. Tot i això, Ieyasu, en un intent de perpetuar la línia dels shōguns sota el clan Tokugawa, va establir tres branques addicionals que van ser liderades pels fills no hereus de Ieyasu. Coneguts com Gosanke (徳川御三家, Tokugawa Gosanke, literalment "els tres cases honorables dels Tokugawa"), les seves branques eren les cases de: Owari, fundada pel novè fill d'Ieyasu, Tokugawa Yoshinao; Kii, fundada pel desè fill d'Ieyasu, Tokugawa Yorinobu; i Mito, fundada per l'onzè fill d'Ieyasu, Tokugawa Yorifusa. Cada líder posseïa la seva han (domini feudal) i era considerats daimyō de categoria superior als shinpan, aquells que eren molt propers al shōgun. Durant el mandat de Tokugawa Yoshimune, a començaments del segle xviii, es va establir el Gosankyō (御三卿) que agregava tres branques addicionals al clan: Tayasu, Hitotsubashi i Shimizu; ocupades per dos fills de Yoshimune i el segon fill d'Ieshige, però aquestes branques, no posseïen el seu propi han.
També la majoria dels daimyō del clan Matsudaira descendien del clan Tokugawa, i a més a més alguns membres del clan es casaven amb poderosos daimyō i membres de la família imperial. Alguns clans propers als Tokugawa van ser: el clan Abe de Mikawa, Baba, Honda, Ii, Ishikawa i Sakai, entre d'altres. El clan Tokugawa va construir els seus temples dedicatoris, coneguts amb Tōshōgū, entre els quals destaca el temple Nikkō Tōshōgū, que va ser dedicat a la memòria de Ieyasu i lloc actual de les seves despulles.

### Llista dels shōguns Tokugawa
| #  | Retrat | Nom (Naixement-Mort)            | Shōgun des del | Shōgun fins al |
| -- | ------ | ------------------------------- | -------------- | -------------- |
| 1  |        | Tokugawa Ieyasu (1543–1616)     | 1603           | 1605           |
| 2  |        | Tokugawa Hidetada (1579–1632)   | 1605           | 1623           |
| 3  |        | Tokugawa Iemitsu (1604–1651)    | 1623           | 1651           |
| 4  |        | Tokugawa Ietsuna (1641–1680)    | 1651           | 1680           |
| 5  |        | Tokugawa Tsunayoshi (1646–1709) | 1680           | 1709           |
| 6  |        | Tokugawa Ienobu (1662–1712)     | 1709           | 1712           |
| 7  |        | Tokugawa Ietsugu (1709–1716)    | 1713           | 1716           |
| 8  |        | Tokugawa Yoshimune (1684–1751)  | 1716           | 1745           |
| 9  |        | Tokugawa Ieshige (1712–1761)    | 1745           | 1760           |
| 10 |        | Tokugawa Ieharu (1737–1786)     | 1760           | 1786           |
| 11 |        | Tokugawa Ienari (1773–1841)     | 1787           | 1837           |
| 12 |        | Tokugawa Ieyoshi (1793–1853)    | 1837           | 1853           |
| 13 |        | Tokugawa Iesada (1824–1858)     | 1853           | 1858           |
| 14 |        | Tokugawa Iemochi (1846–1866)    | 1858           | 1866           |
| 15 |        | Tokugawa Yoshinobu (1837–1913)  | 1866           | 1867           |

Durant el període d'Edo, destaquen també, entre altres membres de la família:
- Tokugawa Mitsukuni del domini de Mito[1]
- Tokugawa Nariaki del domini de Mito[2]
- Tokugawa Mochiharu de la branca Hitotsubashi (del Gosankyō).
- Tokugawa Munetake destacat samurai de la branca Tayasu (del Gosankyō).[3]
- Matsudaira Katamori del domini d'Aizu.[4]
- Matsudaira Sadanobu, de la branca Tayasu, adoptat per Hisamatsu-Matsudaira del domini de Shirakawa.[5]

## El shogunat Tokugawa

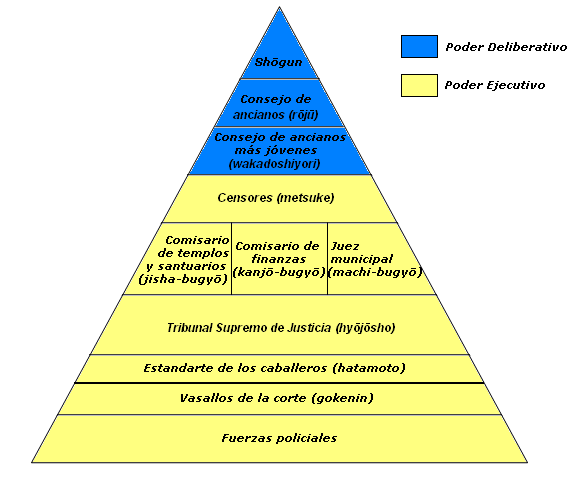
Estructura del shogunat Tokugawa

Amb la unificació del poder al Japó a l'inics del segle xvii per Tokugawa Ieyasu es va establir el shogunat o bakufu (幕府) a mans d'aquest clan. Tot i així, aquest nou shogunat va ser diferent dels anteriors, ja que es va formalitzar una aliança entre el clan dominant i els clans vassalls, conegut com el sistema baku-han, el qual va caure amb la unió del shogunat Tokugawa i dels feus o han, que pertanyien als daimyōs. Aquesta aliança administrativa, va ser recolzada primordialment en la duplicació de poders; els daimyō contraris al clan Tokugawa van ser desposseïts dels seus privilegis i dominis: o bé se'ls va eliminar o bé se'ls va resignar entre els hatamoto (旗本, lit. «estendards dels cavallers»). També van ser sotmeses a un control estricte a les propietats religioses dels temples xinto i dels monestirs budistes.
Entre les funcions administratives del shogunat Tokugawa hi havia:
- arbitratge entre els interessos dels daimyō al Japó;
- control de la representació exterior del país;
- control del poder militar japonès;
- direcció de la política interna del país a través directrius més o menys comunes.

En canvi, les funcions del han eren autònomes i estaven subjectes a la sobirania del daimyō que governava aquell territori. Tot i això, aquest poder sobirà era controlat per una institució especial del shogunat: la residència alterna o sankin kōtai (参勤交代). El sankin kōtai consistia en una presa legal dels ostatges, en la que el daimyō era obligat a mantenir la seva família a la ciutat d'Edo, capital del shogunat, i tenir una doble residència; amb aquesta situació el daimyō havia de fer grans despeses per aquest control i això els limitava molt les intencions, mantenint-se sempre en contacte amb el shogunat.

## Domini del shogunat

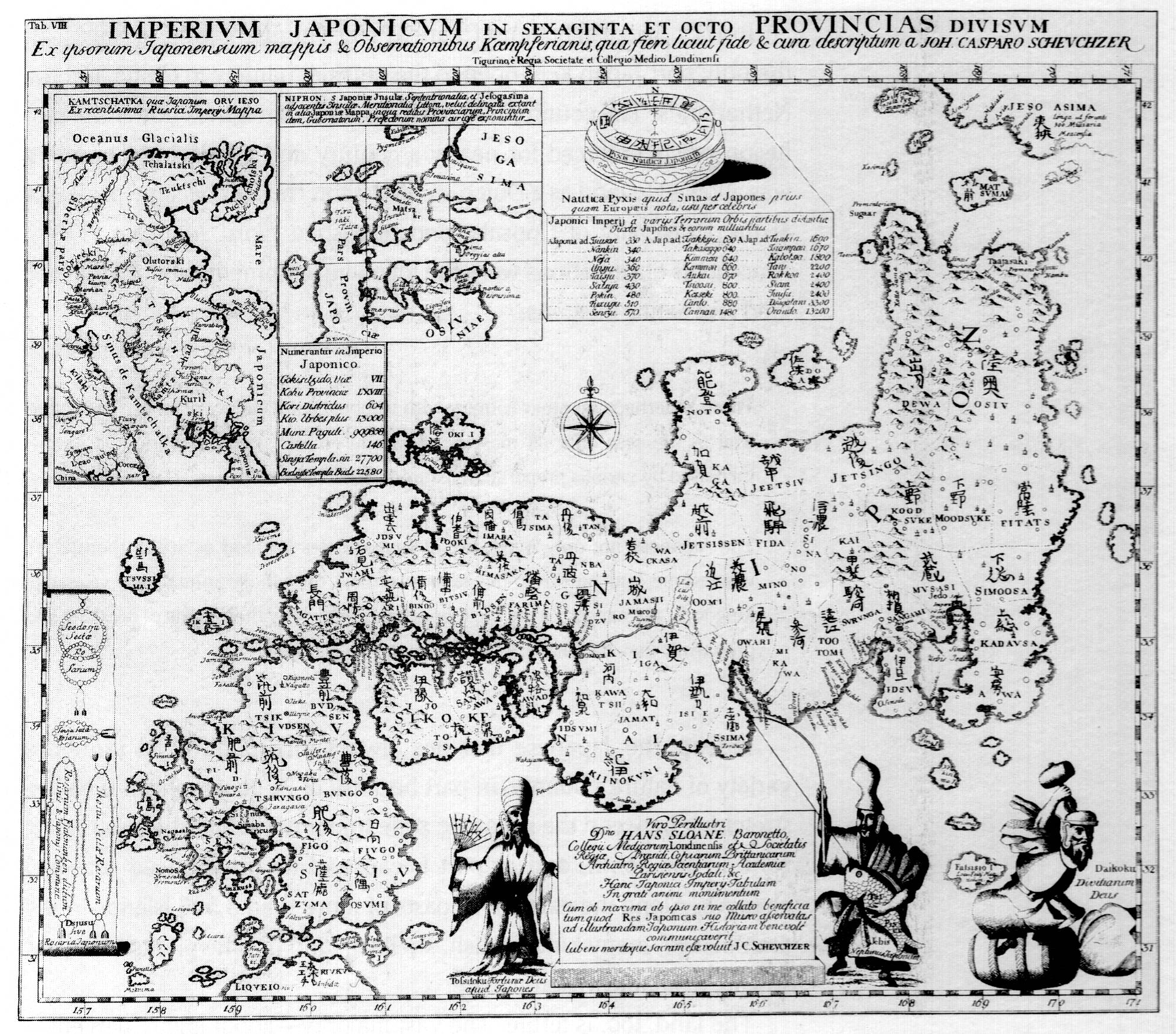
L'imperi del Japó amb les seves províncies, fet per Englebert Keampfer el 1727

El poder del shogunat es va estendre inicialment a les illes de Honshu, Kyushu, Shikoku i illes adjacents a aquesta. Tot i que el shogunat no tenia intencions d'expandir els seus territoris més enllà de les seves fronteres, en especial a conquerir Corea o la Xina de la dinastia Qing com ho van fer els líders antecessors al shogunat, van obtenir alguns territoris addicionals que serien l'antesala de les invasions successores del Japó durant l'Era Meiji fins a la Segona Guerra Mundial.
- Hokkaido o Ezo: el sud d'aquesta illa era dominada pel clan Matsumae, un clan lleial al shogunat, mentre que el resta d'aquesta va ser convertida en una marca, on habitaven els ainu i aquest es van convertir pacíficament amb l'han. Aquesta situació va durar fins l'arribara de la Restauració Meiji, quan aquesta marca va ser eliminada i annexada al Japó.
- Illes Ryukyu: aquestes illes van constituir el regne de Ryukyu, un regne tributari de la Xina Ming i establert el 1429. El 1609 el shogunat va autoritzar el clan Shimazu o Satsuma de l'illa de Kyushu per conquerir el regne, el qual va ser annexat sense gaires inconvenients. Tot i que les illes va tenir cert grau d'autonomia dins del shogunat i es va mantenir la monarquia del regne, el control veritable del poder estava en mans del clan Shimazu, que va usar el regne per mantenir petites relacions comercials amb la Xina durant el període d'aïllament. La monarquia de Ryukyu va ser abolida durant la Restauració Meiji.
- Illes Kurils: aquestes illes van ser disputades per Rússia i el clan Matsumae des de la segona mitat del segle xviii quan ambdues nacions hi van establir algunes guarnicions temporals. Aquest conflicte es va solucionara temporalment el 1855 amb el Tratactat de Shimoda el qual el Japó va tenir control de les illes meridionals de Kunashiri (actual Kunaxir), Etorofu (Iturup), Shikotan i Habomai.
- Sakhalín o Karafuto: tot i que l'illa era reclamada per la Xina Qing, els russos i els japonesos van intentar colonitzar-la. El clan Matsumae va establir la guarnició d'Ōtomari el 1679, tot i així posteriorment no es va intentar colonitzar la resta de l'illa. El 1845 es va reclamar la resta de l'illa de manera unilateral, cosa que va provocar disputes amb Rússia i la Xina. Al final Rússia i el Japó van prendre possessió de l'illa en el Tractat de Shimoda el 1855, en què el shogunat obtenia la part sud de l'illa amb la condició de desmantellar la guarnició d'Ōtomari. El Japó va mantenir aquest territori fins al 1875, tot i que va tornar sota el seu mandat el 1905.
- Altres: durant el període comercial Nanban dins del shogunat Tokugawa (1603 - 1636), va tenir un fort poder comercial al sud-est d'Àsia, gràcies a les naus shuinsen. Hi havia colònies japoneses a Dilao, Filipines i a Ayutthaya, Siam, que eren ports importants per aquestes naus. També els shuinsen van navegar fins a Macau (prohibit per Ieyasu el 1609), Indonèsia, Cotxinxina, Cambodja, Annam, Taiwan i l'Índia. Tot i això, amb la imposició del sakoku es va prohibir el comerç exterior i les shuinsen es van desmantellar, de manera que les colònies japoneses van quedar en l'oblit i els seus colons a la seva sort, sense poder tornar al Japó.

## Economia

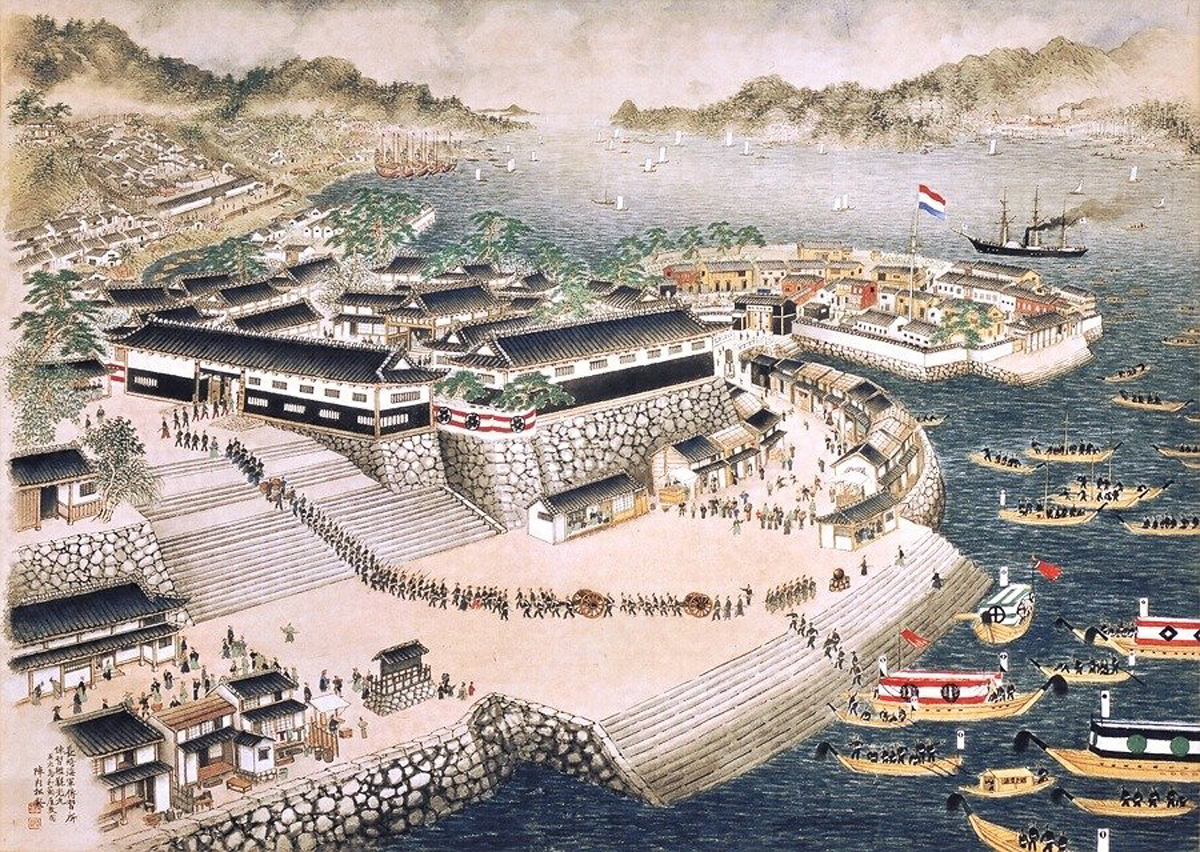
El Centre Comercial de Nagasaki i l'illa de Dejima (al fons amb la bandera holandesa) eren els únics punts on es podia fer comerç exterior des de i per al Japó.

Durant el règim del shogunat el país va arribar a diferents nivells econòmics. En els primers anys hi ha un creixement econòmic, tot i això amb la pacificació del Japó i la redistribució del mapa polític i social dins del país. La població torna als seus llocs d'origen, la majoria desallotjats dels camps rurals pels successos de la guerra civil; en aquest sedentarisme es reflecteix en un creixement dels ingressos d'uns 18,5 milions de koku a l'inici del shogunat el 1603, fins a uns 25,8 milions de koku el 1700.
Amb la innovació de la tecnologia agrícola, l'establiment dels sistemes de rec i noves eines, va portar com a conseqüència un gran augment de la producció. Amb la millora econòmica dels camperols, es van aplicar les feines d'aïllament i els contractes arrendataris. Al final, la producció d'arròs que estava en accés, es va aplicar per productes manufacturats com el sake, entre altres productes derivats de l'arròs. Com que hi va haver un augment de la producció agrícola i de la manufactura també hi va haver un augment del comerç intern i estranger, cosa que es va traduir en augment de la població a les ciutats.
Amb l'augment del comerç al país, els daimyō veuen aquesta activitat de manera molt lucrativa pel sosteniment i el creixement dels seus dominis. Per alguns clans vassalls al shogunat com el clan Chōshu i Satsuma va establir el monopoli comercial com a font de riquesa. Addicionalment, el shogunat Tokugawa va prendre el control de l'encunyació de monedes i de la recaptació d'impostos.
Amb tot, després hi va haver problemes econòmics, sobretot per l'autonomia que tenien els daimyō dins del sistema baku-han, especialment amb la concessió de la política fiscal, que va obligar el shogunat a reposar-se en els seus propis recursos. Addicionalment les inversions i la descura política de les despeses van provocar el deteriorament del pressupost del shogunat fins a la fi del segle xvii quan el shōgun Tokugawa Tsunayoshi va emprendre reformes fiscals, va fer un nou cens. Finalment va aconseguir anul·lar el deute del shogunat amb la classe comercial, que després d'aquest fet no es va comprometre com a prestador del shogunat.
Com que l'agricultura era la principal font d'economia del país, les males collites que van tenir lloc el 1675, el 1680 i el 1732 van ocasionar crisis econòmiques que van desembocar a rebel·lions populars, sobretot la de 1732. Amb la reducció de les collites agrícoles, el shogunat i els daimyō tenien més problemes a l'hora d'obtenir d'ingressos, fent que els agricultors augmentessin la seva capacitat de producció més enllà dels seus límits. Aquest sobreesforç va provocar una baixada en la indústria manufacturera, l'artesania i el comerç i va limitar la capacitat financera del shogunat. Aquesta situació es va veure pal·liada amb algunes reformes econòmiques durant el segle xviii i la primeria del segle xix.

## Societat i cultura

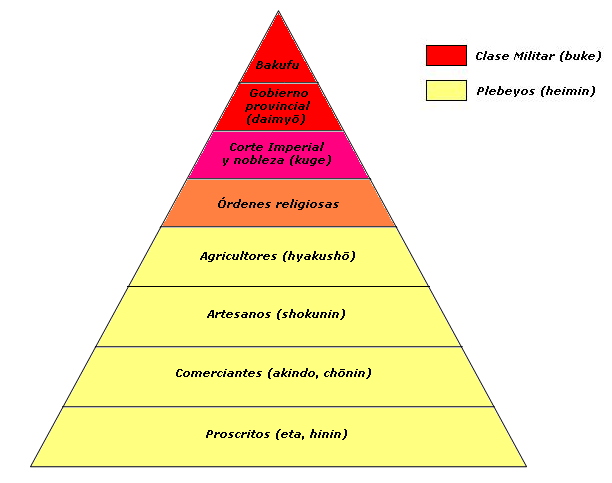
Piràmide estructural de la societat japonesa sota el shogunat Tokugawa

El shogunat Tokugawa, a més d'implantar un nou ordre polític al país, va introduir canvis sensibles a l'estructura social japonesa durant dos segles i mig. Durant aquest règim, el poder social dels samurais és evident, i els cortesans i nobles (kuge) que tot i mantenir el seu estatus, els mancava d'influència política, cultural, econòmica i social al país. Per tant, els samurais, encapçalats pel clan Tokugawa, ideen una nova estructura social, basada primordialment en el confucianisme. Al dalt de tota d'aquesta estructura hi havia la classe samurai, després hi havia la noblesa i la cort, i més avall les classes religioses. En últim lloc, en una categoria inferior, hi havia les classes urbanes, els artesans i comerciants i els delinqüents. Aquest sistema social es va imposar a tota la comunitat japonesa i la seva influència és tal que a la societat japonesa actual encara se'n poden trobar algunes característiques.
Una altra transformació social que va ocórrer durant el shogunat va ser la persecució i l'eliminació del cristianisme, decretada per Tokugawa Ieyasu el 1614. El cristianisme va arribar amb els exploradors portuguesos el 1543 i va ser vista pel shogunat com una amenaça social i política que podia acabar amb el règim. Durant la persecució i la prohibició es va obligar a la població a inscriure's en monestirs budistes, per registrar i confirmar així la seva afinitat amb el budisme; d'aquesta manera els monestirs es va convertir en agències de cens patrocinades pel bakufu. També a algunes famílies dels samurais i dels kuge els era permès censar-se en temples shinto, que també tenien la mateixa funció.
Abans d'aquesta prohibició n'hi hagué una altra que decretava l'aïllament del Japó de la resta del món el 1639 (sakoku), tenia com excusa impedir la penetració dels missioners religiosos espanyols i portuguesos, però que posteriorment va impedir en qualsevol penetració de nau estrangers i de la seva tripulació. Addicionalment, es va prohibir el retorn dels japonesos que es trobaven a la Xina, Corea i les Filipines. També es va prohibir la sortida de japonesos del país sota pena de mort. Tot i que virtualment el país estava completament aïllat de la resta del món, hi havia petits vincles d'intercanvi, com per exemple els holandesos que es van establir comercialment a la petita illa artificial de Dejima, prop de Nagasaki. Tot i que els activitats que es feien a l'illa eren molt restringides i estaven sota vigilància continua del shogunat, estava prohibida qualsevol sortida de neerlandesos de l'illa cap al Japó. També existien petits vincles comercials amb naus xineses que arribaven a Nagasaki. Aquesta situació d'aïllament va durar fins al 1853.

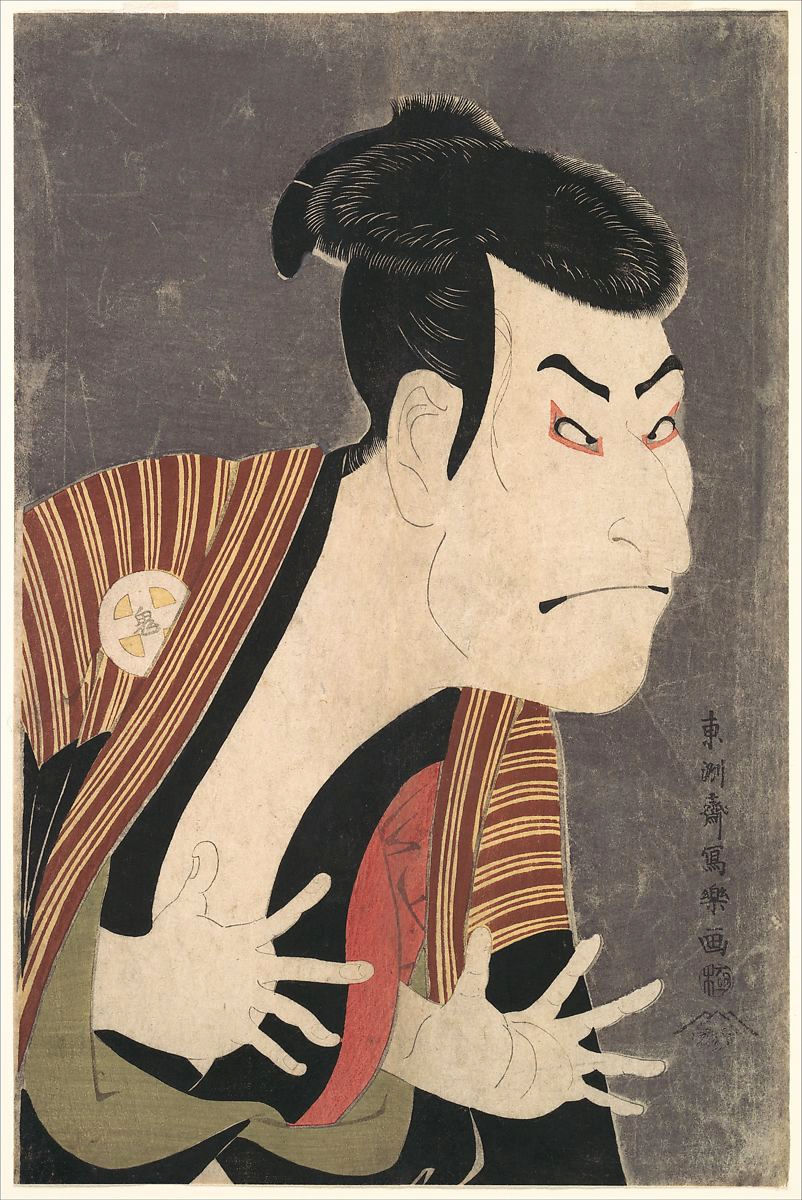
Gravat ukiyo-e que representa un actor de kabuki. Aquestes dues formes d'art es van desenvolupar durant el shogunat Tokugawa

Durant el shogunat es va establir una nova categoria social, els rōnin (浪人), que eren samurais que no estaven sota el control dels daimyō; molts d'aquest rōnin pertanyien a clans derrotats durant l'ascens del clan Tokugawa al poder. El shogunat veia com un problema aquesta classe social i es va ocupar d'assignar aquests guerrers a altres daimyō o reinserir-los en altres classes socials. Alguns es van tornar comerciantes o artesans i els rōnin de menor categoria es van convertir en agricultors. Tot plegat va ser en va, però, perquè el nombre de rōnin va anar augmentant i es va anar convertint en un grup problemàtic i divers que va tenir implicacions culturals i històriques.
Durant el shogunat van néixer noves expressions culturals, que tenien un caràcter urbà i sincrètic. En aquest període van sorgir els teatres noh, derivats dels rituals shinto, que es realitzaven de manera austera i cerimonial, convertint-se en una forma d'entreteniment per als samurais i la noblesa. També va aparèixer el teatre kabuki, similar al noh i que era el preferit de les classes populars, amb representacions de fets històrics. També van sorgir altres formes d'expressió teatral com el bunraku (teatre de marionetes), l'ukiyo-e (dibuix artístic antecessor al manga) i la dansa, entre d'altres. Amb aquest creixement cultural, en els centres urbans es van establir districtes de diversió on es trobaven locals d'entreteniment tals com els teatres, les cases de té i els prostíbuls. Un dels districtes més famosos va ser el de Yoshiwara, a Edo.
Una altra expressió cultural única durant aquest règim és el rangaku o escola holandesa (蘭学), sorgida pel tímid contacte dels comerciants holandesos amb els japonesos a Dejima durant el sakoku i que va tenir, com a conseqüència, l'entrada al Japó de nous corrents de pensament científic provinents d'Occident. Alguns conceptes aplicats són la medicina i les ciències naturals, i d'aquesta escola en van sorgir alguns erudits, com ara Arai Hakuseki i Hiraga Gennai, entre d'altres. Aquesta influència, tot i que limitada, és l'únic que va mantenir al Japó en el camí de l'occidentalització; tot i que aquest corrent científic seria eclipsat el 1853 amb l'inici del bakumatsu.